# Legend of the Galactic Heroes
Legend of the Galactic Heroes (銀河英雄伝説?, Ginga eiyū densetsu), colloquialmente abbreviato in LoGH (銀英伝?, Gin'eiden), è una serie di romanzi fantascientifici del filone della space opera scritti da Yoshiki Tanaka. Ambientata nel futuro, intorno al trentacinquesimo secolo, chiamato nella finzione della storia ottavo secolo dell'era spaziale, Legend of Galactic Heroes è la storia della guerra fra il monarchico Impero galattico e la democratica Alleanza dei Pianeti Liberi.
I romanzi sono stati adattati in una serie di OAV pubblicata dal 1988 al 2000 e in una nuova serie televisiva anime iniziata nel 2018, oltre che in diversi film, manga, videogiochi e in un musical.
Legend of the Galactic Heroes è considerato il magnum opus di Tanaka. La serie di light novel ha venduto 15 milioni di copie e ha vinto nel 1988 il premio Seiun come miglior romanzo giapponese. L'opera inoltre è nota per essere la più lunga serie OAV mai realizzata e per essere relativamente poco conosciuta a livello internazionale e mainstream, nonostante la sua longevità, il successo ottenuto e la sua folta schiera di appassionati.

## Trama
La storia si svolge in un lontano futuro all'interno della Via Lattea, all'incirca nel 34º secolo. Una parte della galassia si è riempita di pianeti terraformati, abitati da esseri umani giunti lì grazie a viaggi interstellari. Per centocinquant'anni le due principali potenze spaziali hanno combattuto in modo intermittente l'una contro l'altra: l'Impero Galattico e l'Alleanza dei Pianeti Liberi.
All'interno dell'Impero Galattico un ambizioso genio militare, Reinhard von Müsel, è al potere. Reinhard è guidato dal desiderio di liberare la sorella Annerose, che è stata rapita dal Kaiser come concubina. In seguito le sue ambizioni lo porteranno non soltanto a voler porre fine alla corrotta dinastia Goldenbaum, ma anche a sconfiggere l'Alleanza dei Pianeti Liberi e a unificare l'intera galassia sotto il suo governo.
Nella flotta spaziale dell'Alleanza dei Pianeti Liberi c'è un altro protagonista delle vicende, Yang Wen-li. Egli inizialmente aspirava a diventare uno storico e si unì all'esercito solo perché aveva bisogno di denaro per le lezioni. Tuttavia, Yang Wen-li viene rapidamente promosso ad ammiraglio grazie all'eccellenza dimostrata nella strategia militare. Involontariamente Yang Wen-li diventa il principale rivale di Reinhard, anche se per tutta la storia i due proveranno un grande rispetto l'uno nei confronti dell'altro.
Come storico, Yang racconta spesso la storia del suo mondo, commentandola. Una delle sue frasi famose è: "Sono poche le guerre tra il bene e il male, la maggior parte sono tra un bene e un altro bene."
Oltre alle vicende dei due protagonisti, la storia si dipana in varie sottotrame di personaggi secondari e intricati scenari di fantapolitica. Nella trama principale si intrecceranno le sorti di ogni genere di personaggio: nobili, militari, politici, soldati semplici e contadini.
In questo scenario, vi è una terza forza neutrale nominalmente collegata all'Impero Galattico, il Dominio di Fezzan, uno Stato-pianeta, che commercia con entrambe le potenze in guerra. Inoltre, è presente anche una religione chiamata terraismo, che avrà spesso una grande influenza sull'evolversi delle vicende e la cui linea di pensiero sostiene che gli esseri umani dovrebbero tornare a vivere unicamente sulla Terra.

## Personaggi

I protagonisti della serie

- Reinhard von Lohengramm (ラインハルト・フォン・ローエングラム?), precedentemente von Müsel, è il protagonista della serie. Genio militare e politico idealista, Reinhard riesce a ribaltare i cinquecento anni di supremazia della dinastia Goldenbaum e ad affermarsi come nuovo imperatore (Kaiser). Reinhard inizia una serie di riforme, rimodellando l'Impero Galattico in una nazione che era, nelle parole di Yang Wen-li, "non dal popolo, ma per il popolo". Reinhard von Lohengramm è nato il 14 marzo, dell'anno 776 dell'Era Spaziale ed è morto il 26 luglio 801, all'età di 25 anni.

Doppiato da Ryō Horikawa
- Yang Wen-li (ヤン・ウェンリー?) è un ufficiale della flotta dell'Alleanza dei Pianeti Liberi. Conosciuto come uno dei più grandi generali della storia dell'umanità, è intellettualmente alla pari con la mente geniale del suo omologo nell'Impero galattico Reinhard von Lohengramm, suo acerrimo rivale. Nonostante il suo genio, Yang Wen-Li è un uomo relativamente, inizialmente privo di grandi ambizioni. Convinto sostenitore della democrazia, Yang Wen-li seguirà i suoi ideali senza tentennamenti per tutta la vita.

Doppiato da Kei Tomiyama
- Hildegard von Mariendorf (ヒルデガルド・フォン・マリーンドルフ?) è la solitaria figlia di un'antica dinastia aristocratica. Hildegard contribuirà notevolmente nel raccogliere sostegni per le ambizioni imperiali di Reinhard von Lohengramm, soprattutto fra i membri più liberali della nobiltà. Alla fine, avvicinandosi molto a Reinhard, finirà per innamorarsene, divenendone poi moglie. Dotata di uno spiccato senso politico, alla morte di Lohengramm, Hilde gli succederà come imperatrice (Kaiserin) nella guida dell'Impero.

Doppiata da Masako Katsuki
- Siegfried Kircheis (ジークフリード・キルヒアイス?) è amico di infanzia, confidente e braccio destro di Reinhard von Lohengramm. Spesso si fa riferimento a lui nella serie con il soprannome di "ombra di Reinhard" e lo stesso Lohengramm considera Kircheis come una parte di sé stesso.

Doppiato da Masashi Hironaka

## Media

### Romanzi

#### Serie principale
La serie principale di romanzi, conosciuta come Ginga eiyū densetsu (銀河英雄伝説?) è scritta da Yoshiki Tanaka ed è composta da dieci volumi, pubblicati dal 30 novembre 1982 al 15 novembre 1987 dalla casa editrice Tokuma Shoten. Le illustrazioni dei primi cinque volumi sono state curate da Naoyuki Kato, mentre degli ultimi cinque da Yukihisa Kamoshita.
1. Reimei-hen (黎明篇?)
2. Yabō-hen (野望篇?)
3. Shifuku-hen (雌伏篇?)
4. Sakubō-hen (策謀篇?)
5. Fūun-hen (風雲篇?)
6. Hishō-hen (飛翔篇?)
7. Dotō-hen (怒濤篇?)
8. Ranri-hen (乱離篇?)
9. Kaiten-hen (回天篇?)
10. Rakujitsu-hen (落日篇?)

#### Altre storie
Altri volumi della serie, conosciuti come Ginga eiyū densetsu gaiden (銀河英雄伝説 外伝? lett. "storia alternativa"), includono dei racconti prequel o di varia natura. Essi sono stati scritti da Yoshiki Tanaka e comprendono cinque volumi: quattro volumi per i prequel e un volume per i racconti brevi, pubblicati da 1º settembre 1984 al 31 luglio 1989 dalla Tokuma Shoten. Le illustrazioni delle storie brevi sono state curate da Hiroshi Yokoyama, mentre quelle dei prequel da Katsumi Michihara (volumi 1, 3-4) e da Akira Kasahara (volume 2).
Prequel
- Hoshi o kudaku mono (星を砕く者?)
- Yurian no Izerurōn nikki (ユリアンのイゼルローン日記?)
- Sen oku no hoshi, sen oku no hikari (千億の星、千億の光?)
- Rasen meikyū (螺旋迷宮?)

Racconti brevi
- Boshīkikai senki  (ダゴン星域会戦記?)
- Hakugin no tani (白銀の谷?)
- Omei (汚名?)
- Asa no yume, yoru no uta (朝の夢、夜の歌?)
- Ōgon no tsubasa (黄金の翼?)

### Anime

#### Legend of the Galactic Heroes
I lavori per un primo adattamento anime dei romanzi furono avviati nel 1987 da Kitty Films. L'opera venne concepita inizialmente come una serie televisiva, che era la forma più diffusa all'epoca per distribuire una serie lunga, ma la sua produzione era ostacolata dal fatto che l'autore Yoshiki Tanaka non fosse molto conosciuto e che gli anime tratti da romanzi erano ancora estremamente rari. Traendo ispirazione dal contemporaneo successo dell'edizione laserdisc di Lamù, il produttore Tahara Masatoshi propose allora di rendere l'anime una serie OAV per il solo home video, distribuendola in VHS e laserdisc per posta agli abbonati in modo da risparmiare sui costi intermedi. Per sondare la fattibilità dell'operazione venne realizzato un episodio pilota, Legend of the Galactic Heroes waga yuku wa hoshi no taikai, distribuito al cinema come un film a febbraio 1988. La buona accoglienza del film spinse Kitty Films a produrre l'intero adattamento dei romanzi. La prima distribuzione comprendeva un VHS/laserdisc per episodio; in seguito la serie è stata riedita numerose volte in cofanetti, è stata convertita in DVD e Blu-ray Disc e ha avuto anche numerosi passaggi televisivi.
L'anime venne diretto da Noboru Ishiguro e prodotto dagli studi di animazione Artland, Magic Bus e Madhouse. Una prima serie, Legend of the Galactic Heroes (銀河英雄伝説?, Ginga eiyū densetsu), venne distribuita da dicembre 1988 a gennaio 1997 in 110 episodi divisi in quattro stagioni: la prima di 26 episodi pubblicati tra il 1988 e il 1989, la seconda di 28 episodi tra il 1991 e il 1992, la terza di 32 episodi tra il 1994 e il 1995, e la quarta di 24 episodi tra il 1996 e il 1997. 
A questa fece seguito una serie OAV prequel di 52 episodi, intitolata Legend of the Galactic Heroes gaiden (銀河英雄伝説 外伝?, Ginga eiyū densetsu gaiden) e tratta dai restanti romanzi e storie brevi di Legend of the Galactic Heroes di Tanaka. La prima stagione, sottotitolata Sen oku no hoshi, sen oku no hikari, conta 24 episodi e venne pubblicata tra il 1998 e il 1999; la seconda, Rasen meikyū, uscì tra il 1999 e il 2000 per un totale di 28 episodi
Furono prodotti anche tre film cinematografici: 
- Il primo è Legend of the Galactic Heroes waga yuku wa hoshi no taikai (銀河英雄伝説 わが征くは星の大海?) uscito a febbraio 1988 (ossia prima dell'intera serie) per una durata di 59 minuti. Esso si colloca prima dell'inizio della serie OAV e narra del primo scontro nella battaglia di Iserlohn tra i due protagonisti della serie Reinhard von Müsel e Yang Wen-li.
- Il secondo è Legend of the Galactic Heroes gaiden ōgon no tsubasa (銀河英雄伝説外伝 黄金の翼?), uscito a ottobre 1992 e della durata di 60 minuti. Si differenzia dagli altri film e dalla serie OAV in quanto il suo stile ricalca quello dell'adattamento manga di Katsumi Michihara.
- Il terzo e ultimo film è Legend of the Galactic Heroes aratanaru tatakai no jokyoku (銀河英雄伝説 新たなる戦いの序曲?), che è uscito a dicembre 1993 per una durata di 90 minuti. Si tratta di un remake dei primi due episodi della serie OAV, con scene aggiuntive che fungono da collegamento tra essa e il primo film.

Le musiche della serie furono composte da Shinsuke Kazato. Queste rappresentano solo una piccola parte della colonna sonora, che utilizza prevalentemente brani di compositori classici come Mahler, Beethoven e Ravel. 
Le sigle di apertura sono:
- Skies of Love cantata da Michiru Akiyoshi per la prima stagione,
- I Am Waiting for You cantata da Michiru Akiyoshi per la seconda,
- Sea of the Stars cantata da LISA per la terza,
- Must Be Something cantata da Hitomi Konno per la quarta.

Le sigle di chiusura invece sono:
- Hikari no hashi wo koete cantata da Kei Ogura nella prima stagione,
- Tabidachi no jyokyoku cantata da Kei Ogura nella seconda,
- Kansō no uta cantata da Kei Ogura nella terza,
- Uchū no kakehashi cantata da Kei Ogura nella quarta.

#### Legend of the Galactic Heroes: Die Neue These
Nel 2014 Production I.G ha annunciato un nuovo adattamento anime della serie intitolato Legend of the Galactic Heroes: Die Neue These (銀河英雄伝説 Die Neue These?, Ginga eiyū densetsu: Die Neue These). La prima stagione, sottotitolata Kaikō (邂逅?), ha debuttato sulle reti giapponesi Family Gekijo, Tokyo MX, MBS e BS11 dal 3 aprile al 26 giugno 2018 e conta 12 episodi. La seconda stagione sottotitolata Seiran (星乱?), è stata trasmessa sotto forma di tre film cinematografici, ognuno della durata di quattro episodi, il 27 settembre, 25 ottobre e 29 novembre 2019.

### Manga
Legend of the Galactic Heroes ha ricevuto diversi adattamenti manga. Le prime opere furono realizzate da Katsumi Michihara, la quale si era già occupata delle illustrazioni dei romanzi gaiden. Ginga eiyū densetsu gaiden: ōgon no tsubasa (銀河英雄伝説外伝 黄金の翼?) venne pubblicato nel corso del 1986 sulla rivista Animage e fu in seguito raccolto in un volume uscito il 23 agosto 1995. Esso ha ispirato il film omonimo prodotto nel 1992. Dal 1989 al 2000 l'autrice realizzò Ginga eiyū densetsu (銀河英雄伝説?), pubblicato sulla rivista shōnen di Tokuma Shoten Shōnen Captain fino al 1992 e in seguito sul magazine shōjo Chara dal 1994, per poi essere raccolto in 11 volumi tankōbon tra il 1995 e il 2000. Questo adattamento è ispirato ai primi due volumi della serie di romanzi e si mantiene molto fedele al materiale originale, tranne apportare alcune modifiche relativamente importanti come il sesso di alcuni personaggi cambiato. Il mecha design del manga è opera di Akira Kasahara. 
Michihara proseguì la storia con il seguito Ginga eiyū densetsu: eiyūtachi no shōzō (銀河英雄伝説 英雄たちの肖像?), serializzato sulla rivista seinen Monthly Comic Ryū di Tokuma Shoten dal 19 ottobre 2006 al 19 dicembre 2012 e poi raccolto in quattro volumi tankōbon.
Un nuovo adattamento manga a opera di Ryu Fujisaki, intitolato semplicemente Ginga eiyū densetsu, iniziò a essere serializzato su Weekly Young Jump di Shūeisha dall'8 ottobre 2015. Nel 2020 la pubblicazione è passata sulla rivista Ultra Jump.

### Altro
Sono stati pubblicati sul mercato giapponese numerosi videogiochi ispirati alla storia di Ginga eiyū densetsu e di vario genere, dai RPG tattici ai MMORPG. Fra i più celebri Ginga eiyū densetsu pubblicato dalla Microvision per PC nel 2008.
Nel 2012 la serie è stata adattata in un musical dalla troupe femminile Takarazuka Revue.

## Accoglienza
Legend of the Galactic Heroes è considerato il magnum opus di Yoshiki Tanaka e la sua opera più riuscita. La serie di light novel ha venduto 15 milioni di copie e ha vinto nel 1988 il premio Seiun come miglior romanzo giapponese.
Legend of the Galactic Heroes è noto per essere la più lunga serie OAV mai realizzata e per essere relativamente poco conosciuto nonostante la sua longevità, il successo ottenuto e la sua folta schiera di appassionati. A livello internazionale la serie OAV è stata adattata soltanto per il mercato cinese, francese e inglese.
L'opera ha riscosso un alto gradimento su vari siti web specializzati: Anime News Network le assegna una valutazione basata sui giudizi degli utenti di 8,82/10 e la classifica al 12º posto nella lista delle cinquanta serie con la migliore valutazione; su MyAnimeList si colloca al dodicesimo posto tra gli anime più apprezzati; e su AnimeClick.it l'opera ha una media di 9/10.